# Диалоговое окно
Диало́говое окно́ (англ. dialog box) в графическом пользовательском интерфейсе — специальный элемент интерфейса, окно, предназначенное для вывода информации и (или) получения ответа от пользователя. Получил своё название потому, что осуществляет двустороннее взаимодействие компьютер-пользователь («диалог»): сообщая пользователю что-то и ожидая от него ответа.
Диалоговые окна подразделяются на модальные и немодальные, в зависимости от того, блокируют ли они возможность взаимодействия пользователя с приложением (или системой в целом) до тех пор, пока не получат от него ответ.

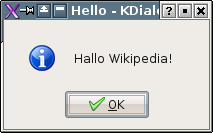
Пример окна сообщения.

Простейшим типом диалогового окна является окно сообщения (англ. message box, англ. alert box), которое выводит сообщение и требует от пользователя подтвердить, что сообщение прочитано. Для этого обычно необходимо нажать кнопку OK. Окно сообщения предназначено для информирования пользователя о завершении выполнявшегося действия, вывода сообщения об ошибке и тому подобных случаев, не требующих от пользователя какого-либо выбора.
Несмотря на то, что использование окна сообщения является часто применяемым шаблоном проектирования, оно критикуется экспертами по юзабилити как неэффективное решение для поставленной задачи (защита от ошибочных действий пользователя), вдобавок, при наличии лучших альтернатив.

## Кнопки

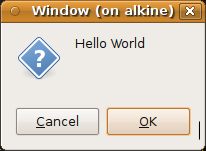
Пример запроса подтверждения.

В диалоговых окнах многих программ присутствуют кнопки OK и Отмена (Cancel), нажимая первую из которых, пользователь выражает своё согласие с тем, что в этот момент отображает диалоговое окно, и тем самым закрывает его, приводя в действие сделанные в нём изменения, а вторая — закрывает окно без применения. Существуют варианты с единственной кнопкой ОК — в информирующих окнах, не подразумевающих каких-либо изменений, и с кнопками ОК, Применить (Apply) и Закрыть (Close) в окнах, результаты изменений в которых пользователь, по мнению автора программы, может оценить, не закрывая окна, и в случае неудовлетворительного результата продолжить внесение изменений. Кнопка ОК в последнем варианте применяет изменения и закрывает окно, Применить (Apply) применяет изменения, но не закрывает окно, а Закрыть (Close) закрывает окно без применения изменений.
Также хорошим тоном считается обеспечить в диалоговых окнах справочную систему — обычно это реализуется либо в виде кнопки Справка (Help), открывающей страницу документации, описывающую работу в этом диалоговом окне, либо (в Windows) с помощью кнопки со знаком вопроса (?) в заголовке окна, нажав на которую, пользователь переключает мышь в режим одноразовой контекстной подсказки: нажатие мышью в этом режиме на элемент диалогового окна вызывает отображение описания этого элемента.

## Немодальные диалоговые окна
Немодальные (англ. modeless) диалоговые окна используются в случаях, когда выводимая в окне информация не является существенной для дальнейшей работы системы. Поэтому окно может оставаться открытым, в то время как работа пользователя с системой продолжается. Разновидностью немодального окна является панель инструментов или окно-«палитра», если она отсоединена или может быть отсоединена от главного окна приложения, так как элементы управления, расположенные на ней, могут использоваться параллельно с работой приложения. Впрочем, такие окна редко называют «диалоговыми».
В общем случае, правила хорошего программного дизайна предлагают использовать именно этот тип диалоговых окон, так как он не принуждает пользователя к определённой (возможно, не очевидной для него) последовательности действий. Примером может быть диалоговое окно для изменения каких-либо свойств текущего документа, например, цвета фона или текста. Пользователь может вводить текст, не обращая внимания на его цвет. Но в любой момент может изменить цвет, используя диалоговое окно. (Приведённый пример не обязательно является лучшим решением. Такую же функциональность может обеспечить и панель инструментов, расположенная в главном окне.)

## Модальные на уровне приложения
Модальным называется окно, которое блокирует работу пользователя с родительским приложением до тех пор, пока пользователь это окно не закроет. Диалоговые окна преимущественно реализованы модальными.
Например, модальными являются диалоговые окна настроек приложения — так как проще реализовать режим, когда все сделанные изменения настроек применяются или отменяются одномоментно, и с момента, когда пользователь решил изменить настройки приложения и открыл диалог настроек, и до момента, когда он новые настройки вводит в силу или отказывается от них, приложение ожидает решения пользователя.
Отображение окон в модальном режиме практикуется и в других случаях, когда приложению для продолжения начатой работы требуется дополнительная информация, либо просто подтверждение от пользователя на согласие выполнить запрошенную последовательность действий, если она потенциально опасна.
Специалисты по юзабилити считают модальные окна запросов подтверждений плохими дизайнерскими решениями, так как они могут приводить пользователя к, так называемым, «ошибкам режима программы». Опасные действия должны иметь возможность отмены везде, где это возможно, а модальные окна запросов подтверждений, пугающие пользователя своим неожиданным появлением, через некоторое время пропускаются им автоматически (так как он привык к ним) и, поэтому, не защищают от опасных действий.

## Модальные на уровне окна
Для смягчения недостатков модальных диалоговых окон (блокирование доступа к приложению, или, даже, к системе в целом) была предложена концепция модальности на уровне окна (или документа). Такой тип диалогового окна введён, например, в Mac OS X, где он называется «диалоговое модальное окно для документа» (англ. document modal sheet).
При появлении диалогового окна подобного типа работа с остальными окнами приложения не блокируется. Поскольку окно диалога не перекрывает родительское окно, а прикрепляется к нему, остаётся возможность изменять размеры и положение и самого родительского окна. При этом, естественно, содержимое родительского окна остаётся недоступным до закрытия модального диалогового окна.